# Département de l'Économie (Irlande du Nord)
Le département de l'Économie (en anglais : Department for the Economy, DfE) est le département ministériel dévolu d'Irlande du Nord chargé de la politique économique et de l'emploi.
Le poste est occupé par Conor Murphy depuis le 3 février 2024.

## Fonctions

### Missions
Le département est responsable de la politique dans les domaines de : 
- l'inscription des sociétés ;
- la consommation ;
- le développement de la politique économique ;
- l'énergie
- la santé et la sécurité au travail ;
- les insolvabilités ;
- le développement minier ;
- le tourisme ;
- l'emploi ;
- l'enseignement supérieur ;
- la formation continue ;
- le savoir-faire ;
- la formation professionnelle ;
- les droits et responsabilités liés à l'emploi.

Le Parlement du Royaume-Uni a cependant décidé de conserver (reserved matters) les compétences sur : 
- les fonds marins ;
- l'estran ;
- le sous-sol ;
- les services postaux ;
- le contrôle de l'import/export ;
- le commerce extérieur ;
- le salaire minimum ;
- le secteur financier ;
- les marchés financiers ;
- la propriété intellectuelle ;
- les unités de mesure ;
- les télécommunications ;
- les services Internet ;
- la protection des consommateurs vis-à-vis des produits.

En outre, il ne peut transférer (excepted matters) :
- la fiscalité ;
- la monnaie ;
- la sécurité sociale ;
- l'énergie nucléaire.

### Organismes
Dans l'exercice de ses fonctions, le département dispose des agences Investissements en Irlande du Nord (Invest NI), le comité du tourisme nord-irlandais (NITB), le bureau de la santé et de la sécurité pour l'Irlande du Nord (HSENI, pour la sécurité et la santé au travail), et le conseil général des consommateurs d'Irlande du Nord (GCCNI).

## Histoire
À la suite du référendum du 23 mai 1998 sur l'accord du Vendredi saint, et la sanction royale de la loi sur l'Irlande du Nord de 1998 le 19 novembre suivant, une Assemblée et un Exécutif sont établis par le gouvernement travailliste du Premier ministre Tony Blair. Ce processus, connu sous le nom de « dévolution », poursuit le but de donner à l'Irlande du Nord son propre pouvoir législatif.
En décembre 1999, sur la base de la loi sur l'Irlande du Nord, le décret sur les départements d'Irlande du Nord institue le « département des Entreprises, du Commerce et des Investissements » (en anglais : Department of Enterprise, Trade and Investment).
Entre le 12 février et le 30 mai 2000, puis du 15 octobre 2002 au 8 mai 2007, la dévolution est suspendue et le département passe sous administration directe d'un ministre du bureau pour l'Irlande du Nord, qui constitue l'un des départements ministériels du Royaume-Uni.
Par la « loi sur départements d'Irlande du Nord de 2016 », le ministère est rebaptisé « département de l'Économie » et absorbe le département de l'Emploi.

## Titulaires
| Nom                                          | Nom            | Dates           | Dates           | Parti |
| -------------------------------------------- | -------------- | --------------- | --------------- | ----- |
|                                              | Reg Empey      | 2 décembre 1999 | 11 février 2000 | UUP   |
| Suspension des institutions nord-irlandaises |                |                 |                 |       |
|                                              | Reg Empey      | 30 mai 2000     | 14 octobre 2002 | UUP   |
| Suspension des institutions nord-irlandaises |                |                 |                 |       |
|                                              | Nigel Dodds    | 8 mai 2007      | 9 juin 2008     | DUP   |
|                                              | Arlene Foster  | 9 juin 2008     | 11 mai 2015     | DUP   |
|                                              | Jonathan Bell  | 11 mai 2015     | 26 mai 2016     | DUP   |
|                                              | Simon Hamilton | 26 mai 2016     | 26 janvier 2017 | DUP   |
| Suspension des institutions nord-irlandaises |                |                 |                 |       |
|                                              | Diane Dodds    | 11 janvier 2020 | 14 juin 2021    | DUP   |
|                                              | Paul Frew      | 14 juin 2021    | 6 juillet 2021  | DUP   |
|                                              | Gordon Lyons   | 6 juillet 2021  | 27 octobre 2022 | DUP   |
| Suspension des institutions nord-irlandaises |                |                 |                 |       |
|                                              | Conor Murphy   | 3 février 2024  | en fonction     | SF    |